# Коломино (Ярославский район)
Коломино — деревня в Ярославском районе Ярославской области. Входит в состав Заволжского сельского поселения.

## География
Находится в восточной части Ярославской области на расстоянии приблизительно 16 км на север-северо-восток по прямой от станции Филино.

## История
В XVI—XVIII веках деревня была в составе Городского стана Ярославского уезда Замосковного края, с 1708 — Санкт-Петербургской губернии, с 1727 — Московской губернии. В 1777 вошла во вновь сформированный Ярославский уезд Ярославской губернии. В XVII—XIX веках была в едином владении с селом Полтево и относилась к приходу Полтевской церкви.
Согласно картам XVIII века Коломино располагалось в то время в 3,5 километрах северней, на месте станции Уткино. В конце XVIII или начале XIX века на холме рядом с Полтевым был расчищен лес и деревня перенесена на нынешнее место.
В 1678 году в деревне было 5 дворов, в 1800 — 9 дворов, в 1860 — тоже 9.

## Население
Численность населения: 30 человек мужского пола в 1678 году, 85 человек обоих полов в 1800, 79 в 1860, 96 в 1908, 0 в 2002 и в 2010 годах.